# کلاودیا زاچکیویچ
کلاودیا زاچکیویچ (آلمانی: Claudia Zaczkiewicz؛ زادهٔ ۴ ژوئیهٔ ۱۹۶۲) دونده دو سرعت اهل آلمان بود.